# Vlog

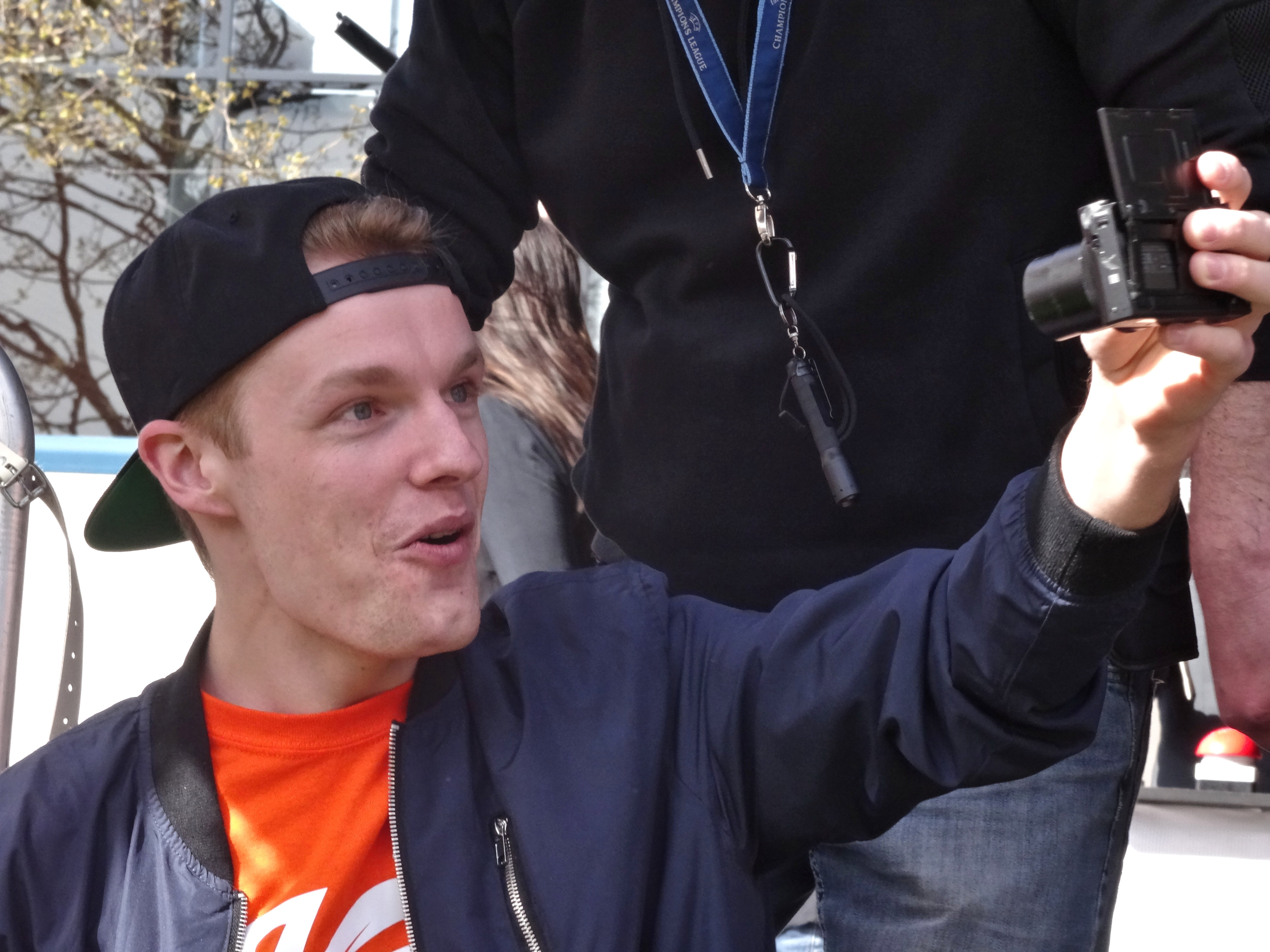
Vlogger Enzo Knol

Vlog (een afkorting voor video weblog) is een dagboek (Engels: log) op internet, waarbij het grootste deel van het dagboek bestaat uit videobeelden. De vlog is een variant op het blog (afkorting voor weblog), waarbij de inhoud voornamelijk tekst is. Iemand die een vlog maakt, is een vlogger of vlogster. Een vlog is een van de genres van filmpjes op sites als YouTube, maar mini-vlogs worden tegenwoordig ook geplaatst op TikTok en in de stories op Instagram.

## Geschiedenis
Vloggen begon rond 2000 in de Verenigde Staten door Adam Kontras. In de herfst van 2004 publiceerde The New York Times een artikel over vloggen. In 2002 begon de Nederlandse filmmaker Luuk Bouwman met zijn vlog tropisms.org. In 2004 noemde The Guardian hem de vaandeldrager van de nieuwste internettrend: vloggen. Eind 2007 introduceerde Mefeedia als eerste een aggregator met vlog-adresboek. In januari 2005 werd de eerste videoblogconferentie gehouden in New York en introduceerde FireAnt de eerste desktop-aggregator. In februari van dat jaar werd Freevlog opgericht, dat vervolgens een stapsgewijze instructie verspreidde over het gratis opzetten van videoblogs. De Yahoo Vlogging Group telde midden 2005 1000 leden. In november 2006 besteedde de Nederlandse televisiezender RTL 4 aandacht aan het vloggen in een nieuwsuitzending. Op dat moment waren er in Nederland veertien vloggers. Dutchvlog.nl werd opgericht met als doel het bundelen van krachten en het verspreiden van het vloggen in Nederland.
Het vloggen is in opmars geraakt sinds het door de toenemende snelheid van computers en internet mogelijk is om videobestanden te verspreiden via internet. Een vlog wordt meestal vergezeld door tekst, afbeeldingen en metadata om de context van het filmfragment verder te verduidelijken en kan, in zijn zuiverste vorm, goed worden vergeleken met een persoonlijk journaal met video als het belangrijkste medium. De auditieve vorm van een vlog is een podcast.